# Jared Jeffrey
Jared Jeffrey (Dallas, 14 giugno 1990) è un ex calciatore statunitense, di ruolo centrocampista.